# Ivana Jeissing

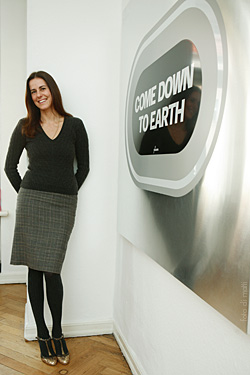
Ivana Jeissing 2007 in Berlin

Ivana Jeissing (* 1958 in Salzburg) ist eine österreichische Schriftstellerin.

## Leben
Ivana Jeissing wurde in Salzburg geboren und wuchs in Österreich und Italien auf. Sie lebte in Wien, London und Barcelona und arbeitete als Regisseurin und Kreativdirektorin, bevor sie sich ausschließlich dem Schreiben widmete. Die Themen ihrer Romane sind die Selbstfindung in der Gegenwart und die Tragikomik des Scheiterns.
Ihre beiden Romane Unsichtbar und Felsenbrüter erschienen erstmals bei Diogenes. Im Berliner Verlag Aufbau/Metrolit erschien Wintersonnen, 2021 veröffentlichte der Salzburger Verlag edition tandem alle 3 Romane als Hardcover. Ihr neuester Roman Die perfekte Welt erschien im September 2023 zur Frankfurter Buchmesse ebenfalls bei edition tandem.
Ivana Jeissing lebt und arbeitet in Berlin.
Wenn man Ivana Jeissings vier Romane „Unsichtbar“, „Felsenbrüter“, „Wintersonnen“ und „Die perfekte Welt“ im Überblick betrachtet, zeichnen sich ihre Bücher durch wiederkehrende Themen und Motive aus Selbstfindung & Identität aus. In fast jedem Roman steht eine Figur im Mittelpunkt, die sich in einer Übergangsphase ihres Lebens befindet – sei es durch einen Ortswechsel, den Verlust eines Menschen oder persönliche Entfremdung. Die Protagonistinnen beginnen, ihr bisheriges Leben zu hinterfragen, sich selbst neu zu entdecken und eigene Wege zu gehen. Die Weibliche Perspektive ist wesentlich.
Jeissings Hauptfiguren sind Frauen, oft zwischen den gesellschaftlichen Erwartungen und dem Wunsch nach Unabhängigkeit gefangen. Es geht um Emanzipation – nicht im klischeehaften Sinne, sondern als individueller Prozess des Erwachens und Aufbruchs.
Verlust und Neuanfang, Trauer, Trennung, das Verlassen vertrauter Umgebungen oder der Tod geliebter Menschen sind Auslöser für Veränderung. Doch Jeissing erzählt diese Krisen nicht dramatisch, sondern mit leiser Ironie und existenzieller Tiefe. Der Schmerz wird nicht ausgeklammert, aber er führt stets zu einem neuen inneren Wachstum. Ihre humorvolle Melancholie ist ein besonderes Markenzeichen.  Ihr humorvoller Unterton, der oft in scheinbar ernsten oder tragischen Situationen mitschwingt. Ihre Bücher sind dadurch zugänglich, nachdenklich und gleichzeitig unterhaltsam – oft mit einem Augenzwinkern gegenüber der Absurdität des Alltags.
Die Orte ihrer Romane dienen als Spiegel innerer Zustände. Städte wie Berlin, Wien, New York, London oder immer wieder Inseln sind bei Jeissing nie nur Kulissen - Sie spiegeln innere Prozesse wider. Der Ortswechsel symbolisiert häufig auch den mentalen und emotionalen Wandel der Figuren.
Insgesamt lassen sich Ivana Jeissings Werke als moderne, introspektive Frauenliteratur bezeichnen – mit Tiefgang, Eleganz und Witz.

## Werke
- Unsichtbar, Roman, Diogenes, Zürich 2007, ISBN 978-3-257-06565-7.
- Felsenbrüter, Roman, Diogenes, Zürich 2009, ISBN 978-3-257-06687-6.
- Wintersonnen, Roman, Metrolit, Berlin 2015, ISBN 978-3-849-30372-3.
- Die perfekte Welt, Roman, edition tandem, Salzburg 2023, ISBN 978-3-904068-11-6.